# West Rudham
West Rudham is een civil parish in het bestuurlijke gebied King's Lynn en West Norfolk, in het Engelse graafschap Norfolk met 288 inwoners.